# Episodi di Fiore e Tinelli (prima stagione)
Questa è una lista degli episodi della prima stagione della sit-com Fiore e Tinelli.
| nº | Titolo             | Prima TV Italia   |
| -- | ------------------ | ----------------- |
| 1  | Bufera di neve     | 10 settembre 2007 |
| 2  | La festa           | 12 settembre 2007 |
| 3  | La cugina di Fiore | 14 settembre 2007 |
| 4  | L'evaso            | 17 settembre 2007 |
| 5  | Valentina          | 19 settembre 2007 |
| 6  | L'interrogazione   | 21 settembre 2007 |
| 7  | Amici del cuore    | 24 settembre 2007 |
| 8  | Halloween          | 1º ottobre 2007   |
| 9  | Air Band           | 2 ottobre 2007    |
| 10 | Nido di vespe      | 3 ottobre 2007    |
| 11 | Fidanzamento       | 19 ottobre 2007   |

## Bufera di neve
Maria Vittoria ed Enzo devono andare a casa dei Fiore per prendersi la loro pala, che avevano lasciato a loro.
Purtroppo, a causa di una tormenta di neve, restano bloccati fuori, e ad Enzo verrà il mal di gola.
Intanto Tinelli e Fiore devono badare a Timo e Annina, che stanno devastando la casa. Proprio in quel preciso istante, però, Tinelli e Fiore rompono il vaso di Maria Vittoria.

## La festa
Tinelli rimane da solo a casa il giorno dell'anniversario di matrimonio dei suoi genitori.
Dopo una sfida lanciata da Fiore, Tinelli organizza una festa con gli amici di "Quelli dell'intervallo" disturbata dalle telefonate di Maria Vittoria.
Quest'ultima ed Enzo incontrano i Fiore al ristorante francese.

## La cugina di Fiore
La cugina di Fiore, Rosa, va a trovare appunto Fiore. Ma s'innamorerà di Tinelli, e resterà sempre appiccicata a lui.
Maria Vittoria, Rino, Enzo, Flora, Timo e Annina stanno facendo un puzzle di 6000 pezzi.

## L'evaso
Tinelli e Fiore scoprono che un pericoloso evaso si aggira per la città.
L'imbianchino, che era venuto a pitturare la casa, presenta tutte le caratteristiche dell'evaso.

## Valentina
Tinelli, per far ingelosire Valentina finge di essere fidanzato con Fiore, ma la ragazza chiederà di fidanzarsi con Tinelli.
Naturalmente lui accetta, ma lei voleva soltanto rovinargli la relazione con Fiore e avere qualcuno ai suoi piedi. Così Enzo, travestito da maggiordomo, le fa cadere dei dolci al cioccolato sulla sua giacca nuovissima.

## L'interrogazione
Tinelli deve fare un'interrogazione di recupero a scuola. Per evitarla si finge malato e viene aiutato dalla sua amica Fiore, che si traveste da professoressa Martinelli per abbindolare i genitori di Tinelli. Quando viene a casa la vera Martinelli, Fiore si finge madre del suo alunno, ma viene scoperta.

## Amici del cuore
Il migliore amico di Tinelli, Alex, viene a casa sua per un po' di tempo. Ma quando Fiore si accorge che Tinelli passa più tempo con Alex che con lei, cerca di farsi notare da lui.

## Halloween
Fiore invita a casa sua Tinelli e alcune sue amiche per la festa di Halloween. Qui passeranno una serata a raccontarsi storie dell'orrore.

## Air Band
Tinelli cercherà di non far entrare Fiore nell'Air Band di un ragazzo, Jason, perché nella lista delle ragazze da baciare gli manca la "F" di Fiore.
Travestendosi da "La Franca" Tinelli gli farà rivelare tutto. Intanto, una gomma da masticare si appiccica prima a Tinelli, in seguito a Fiore, Timo, Annina, Enzo, Rino, Flora, Maria Vittoria e alla bicicletta di nonna Elvira.

## Nido di vespe
Fiore accusa ingiustamente Tinelli perché vuole uccidere un nido di vespe.
Così organizza una protesta che va in onda in diretta TV su di una rete nazionale.

## Fidanzamento
Annina e Timo cercano di far mettere insieme Tinelli e Fiore scrivendo delle false lettere d'amore.
Tuttavia, i due crederanno che Annina e Timo si siano messi insieme.